# Wołodymyr Cełewycz
Wołodymyr Cełewycz, ukr. Володимир Целевич (ur. 21 kwietnia 1891 we Lwowie, zm. 2 kwietnia 1942 w Saratowie) – ukraiński działacz polityczny i społeczny, poseł na Sejm II RP II, IV i V kadencji, adwokat.

## Życiorys
Ukończył szkołę średnią i Wydział Prawa na Uniwersytecie Franciszkańskim we Lwowie. Po studiach sędzia i dziennikarz, w latach 1919–1922 sekretarz Komitetu Obywatelskiego we Lwowie.
Członek Kolegium Naczelnego Ukraińskiej Organizacji Wojskowej (UWO), z której wystąpił w 1925. W latach 1925–1928 i 1932–1937 sekretarz generalny Ukraińskiego Zjednoczenia Narodowo-Demokratycznego (UNDO).
Redaktor naczelny pism „Diło” i „Swoboda” w latach 1932–1935.
Trzykrotny poseł na Sejm RP z listy UNDO: w latach 1928–1930 (okręg Złoczów) i 1935–1939 (okręgi Przemyśl i Buczacz; w 1930 nie uzyskał mandatu, startując z listy ukraińsko-białoruskiego bloku wyborczego), wiceprezes Ukraińskiej Reprezentacji Parlamentarnej.
We wrześniu 1930 uwięziony w twierdzy brzeskiej, po kilku tygodniach zwolniony bez procesu sądowego. Wraz z Wasylem Mudrym współautor polityki ugody polsko-ukraińskiej i porozumienia zawartego w 1935 z premierem Marianem Zyndram-Kościałkowskim.
Po wybuchu II wojny światowej sugerował polskim władzom wojskowym, aby uzbroiły członków stowarzyszenia Łuh w celu obrony przed potencjalnym atakiem wojsk sowieckich. 
Po agresji ZSRR na Polskę aresztowany przez NKWD we Lwowie 27 września 1939, bezpośrednio po kapitulacji miasta, więziony na Łubiance.
Po układzie Sikorski-Majski (1941) ambasada polska w ZSRR czyniła bezskuteczne starania o jego uwolnienie z rąk sowieckich. Polskie władze emigracyjne rozważały jego kandydaturę na członka Rady Narodowej Rzeczypospolitej Polskiej, jednak zmarł on 2 kwietnia 1942 w szpitalu więziennym w Saratowie. 

## Literatura
- Ryszard Torzecki: Kwestia ukraińska w Polsce w latach 1923–1929. Kraków, 1989. ISBN 83-08-01977-3.
- Małgorzata Smogorzewska: Posłowie i senatorowie Rzeczypospolitej Polskiej 1919–1939: słownik biograficzny. T. 1, A–D (red. naukowa Andrzej Krzysztof Kunert). Warszawa, 1998.